# Światowy Dzień Misyjny Dzieci
Światowy Dzień Misyjny Dzieci – święto obchodzone corocznie w Kościele katolickim w dniu Objawienia Pańskiego (Trzech Króli) tj. 6 stycznia, a zarazem święto patronalne Papieskiego Dzieła Misyjnego Dzieci.
Dzień ten został ustanowiony przez papieża Piusa XII w 1949 roku, jako  znak łączności duchowej wszystkich dzieci świata.
W polskim Kościele katolickim dzieci po raz pierwszy obchodziły święto 8 stycznia 1984, a w archidiecezji poznańskiej 6 stycznia 2005 w parafii św. Krzyża w Poznaniu. 
Misyjny Dzień Dzieci jest okazją do wspólnego świętowania, a dla wielu małych misjonarzy dzień ten związany jest z uroczystym przyjęciem do Papieskiego Dzieła Misyjnego Dzieci.
Podczas modlitwy Anioł Pański 6 stycznia 2002, ówczesny papież Jan Paweł II, tak powiedział

 Kościół powierza dziś w sposób szczególny zadanie ewangelizacji dzieciom. Taki ma sens Światowy Dzień Misyjny Dzieci, który zobowiązuje „dziecięcych misjonarzy” do niesienia światła solidarności szczególnie tam, gdzie wyjątkowo gęste są ciemności ubóstwa, cierpienia i wojny. Misyjny wysiłek dzieci jest niezwykle cenny dla licznych misjonarzy, którzy wierni nakazowi pracują dla szerzenia Dobrej Nowiny aż po krańce ziemi.